# Крвава недеља (1939)
Крвава недеља био је след насилних догађаја који су се одиграли у Бидгошчу, пољском граду са великом немачком мањином, између 3. и 4. септембра 1939, током немачке инвазије на Пољску.
Након што су немачки снајперисти Зелпшуца пуцали на пољске трупе, уследила је пољска реакција против немачке мањине, а потом и одмазде погубљења пољских талаца од стране Вермахта и Зелпшуца, након пада града. Сви ови догађаји резултирали су смрћу и немачких и пољских цивила. Пољски Институт народног сећања пронашао је и потврдио 254 лутеранске жртве, за које се претпоставља да су немачки цивили, и 86 католичких жртава, за које се претпоставља да су пољски цивили, као и 20 пољских војника. Отприлике 600 – 800 пољских талаца стрељано је у масовном погубљењу после пада града као „освета“.
Након што су Немци заузели град, убили су 1.200 – 3.000 пољских цивила у знак одмазде, у оквиру операције Таненберг. Догађај и место погубљења постали су познати као Долина смрти. Међу убијенима је био и председник Бидгошча Леон Барцисзевски. Педесетак пољских ратних заробљеника из Бидгошча оптужили су касније нацистички судови за учешће у „Крвавој недељи” и стрељали.
Израз „Крвава недеља” створили су и подржали нацистички званичници пропаганде. У упутству издатом за штампу се каже, „... мора да приказује вести о варварству Пољака против Немаца у Бидгошчу. Израз „Крвава недеља” мора да уђе као трајни појам у речник и да оплови свет. Из тог разлога овај појам мора бити непрекидно подвлачен.”

## Позадина
Бидгошч (Бромберг) је био део Пољско-литванског комонвелта до 1772. године, када га је Краљевина Пруска припојила током Прве поделе Пољске. Као део Пруске, град је погођен уједињењем Немачке 1871. године и постао је део Немачког царства. Остаје део Немачког царства до краја Првог светског рата. У фебруару 1920. Версајским споразумом додељен је град и околна регија Другој пољској републици (административна област Померанског војводства). То је резултирало извесним бројем етничких Немаца који су из региона отишли у Немачку. Током међуратног периода немачко становништво се још више смањило. Појава Нацистичке партије у Немачкој имала је важан утицај на град. Адолф Хитлер ревитализовао је покрет Волкисцх, упутивши апел немачкој мањини која живи ван граница Немачке после Првог светског рата и регрутујући његове чланове за нацистичке обавештајне податке. Хитлеров изричити циљ био је створити Велику Немачку државу припајањем територија других земаља насељених немачким мањинама. До марта 1939. године, те амбиције, оптужбе за злочине са обе стране немачко-пољске границе, неповерење и пораст националистичких осећања у нацистичкој Немачкој довеле су до потпуног погоршања пољско-немачких односа. Хитлерови захтеви за пољски насељени коридор и пољски отпор нацистичкој анексији подстакли су етничке тензије. Месецима пре инвазије Немачке на Пољску 1939. године, немачке новине и политичари попут Адолфа Хитлера спроводили су националну и међународну пропагандну кампању оптужујући пољске власти за организовање или толерисање насилног етничког чишћења етничких Немаца који живе у Пољској.
Након избијања оружаног сукоба 1. септембра 1939, у нацистичкој штампи и даље се појављују изјаве да су се у Пољској, посебно у Бидгошћу, догодили прогони етничких Немаца.

## Инцидент
Почевши од почетка септембра, нацистичка обавештајна организација Абвер известила је у документима које је припремио генерал Ервин Лахоусен да су немачки наоружани диверзанти који су изводили операције иза линије фронта у Бидгошћу претрпели велике губитке. Њихове операције које координирају становници Абвехра документовани су у оперативним извештајима и плановима у архивама Абвехра. Међу задацима додељеним наоружаним диверзантским групама документованим у немачким архивима били су: дизање у ваздух главне канцеларије немачке организације (Deutsche Vereinigung), канцеларије за издавање пасоша (Deutsche Paßstelle), немачке приватне школе и паљење немачког позоришта и канцеларија Jungdeutsche Partei